# Kimberly Derrick
Pour les articles homonymes, voir Derrick (homonymie).
Kimberly Derrick, née le 28 avril 1985 à Blytheville, est une patineuse de vitesse sur piste courte américaine.

## Carrière
Kimberly Derrick est troisième aux Championnats du monde par équipe en 2009. En 2010, elle est médaillée de bronze du relais 3 000 mètres aux Championnats du monde ainsi qu'aux Jeux olympiques d'hiver de Vancouver.